# Carlemanniaceae
Die Carlemanniaceae sind eine Pflanzenfamilie innerhalb der Ordnung der Lippenblütlerartigen (Lamiales). Die nur zwei Gattungen mit etwa fünf Arten gedeihen im tropischen Asien.

## Beschreibung

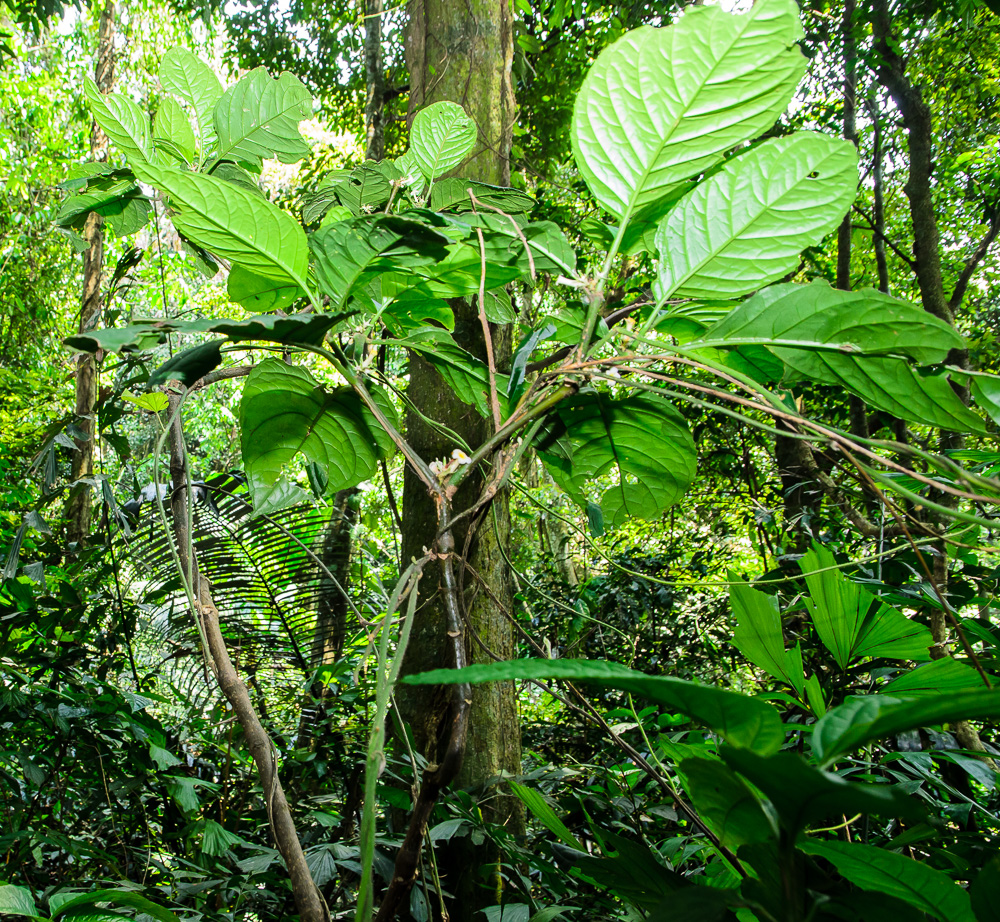
Zweige mit Laubblättern von Silvianthus bracteatus

### Vegetative Merkmale
Die Carlemannia-Arten wachsen als ausdauernde krautige Pflanzen, und die Silvianthus-Arten wachsen als Halbsträucher oder Sträucher. Die gegenständig angeordneten Laubblätter sind in Blattstiel und Blattspreite gegliedert. Die einfache Blattspreite ist bei manchen Arten deutlich asymmetrisch. Die Blattränder sind gezähnt bis gesägt. Nebenblätter fehlen.

### Generative Merkmale
Die Blüten stehen in end- oder seitenständigen, zymöse oder schirmtraubigen Blütenstände zusammen.
Die zwittrigen Blüten sind schwach (bis stark) zygomorph und vier- oder fünfzählig mit doppelter Blütenhülle. Die vier oder fünf Kelchblätter sind untereinander und mit dem Fruchtknoten verwachsen; die vier oder fünf Kelchzähne sind mehr oder weniger verschieden. Die vier oder fünf Kronblätter sind untereinander verwachsen, und die vier oder fünf Kronlappen überlappen sich manchmal dachziegelartig. Die nur zwei fertilen Staubblätter sind in der Mitte der Kronröhre inseriert und bestehen aus kurzen Staubfäden sowie lineal-länglichen Staubbeuteln. Die Pollenkörner besitzen fünf bis sechs Aperturen und colporat (colporoidate mit kurzen Furchen). Der gut entwickelte Diskus ist konisch oder zylindrisch. Zwei Fruchtblätter sind zu einem unterständigen, zweikammerigen Fruchtknoten verwachsen mit einem Griffel. Es liegt manchmal Heterostylie vor. Jede Fruchtknotenkammer enthält viele (30 bis 100) Samenanlagen in zentralwinkelständiger bis basaler Plazentation.
Die vom haltbaren Kelch umgebenen, zweikammerigen, trockenen oder fleischigen Kapselfrüchte öffnen sich mit zwei oder fünf Klappen und enthalten 30 bis 100 Samen. Die glatten, eiförmigen Samen enthalten ein mehr oder weniger fleischiges Endosperm.
Die Chromosomengrundzahlen betragen n = 15, 19.

## Systematik und Verbreitung
Die Familie Carlemanniaceae wurde 1965 durch Herbert Kenneth Airy Shaw in Kew Bulletin, Volume 19, S. 511 aufgestellt. Typusgattung ist Carlemannia Bentham. Der Gattungsname ehrt den englischen Arzt Charles Morgan Lemann (1806–1852).
Diese zwei Gattungen waren früher in die Familien der Rubiaceae und Caprifoliaceae eingeordnet. Nach molekulargenetischen Untersuchungen, zeigte sich, dass sie der Familie der Oleaceae nahestehen und zur Ordnung der Lamiales gehören.
Zur Familie der Carlemanniaceae gehören nur zwei Gattungen und etwa fünf Arten:
- Carlemannia Bentham: Die Blüten sind vierzählig.[4] Die nur drei Arten sind im östlichen Himalaja, Volksrepublik China, nordöstlichen Indien, Indonesien (Sumatra), Myanmar und Vietnam verbreitet:
  - Carlemannia congesta Hook. f.: Sie kommt im Himalaja vor, eine Fundortangabe ist Sikkim: Khangchendzonga National Park (Biosphere Reserve).
  - Carlemannia griffithii Benth.: Sie ist im östlichen Himalaja von Nepal bis Bhutan und nördlichen Myanmar beheimatet.
  - Carlemannia tetragona Hook. f. (Syn.: Carlemannia henryi H.Lév., Carlemannia sumatrana Ridl.): Sie kommt im nordöstlichen Indien, in Sumatra, Myanmar, nördlichen Thailand, Tibet und in der chinesischen Provinz Yunnan vor.[4]
- Silvianthus Hook. f. (Syn.: Quiducia Gagnep.): Die Blüten sind selten vier-, meist fünfzählig.[4] Die nur zwei Arten sind in China, nordöstlichen Indien, Laos, Myanmar, Thailand und im nördlichen Vietnam verbreitet:
  - Silvianthus bracteatus Hook. f.: Blütenkrone weiß. Sie kommt in Wäldern in Yunnan, im nordöstlichen Indien und in Myanmar vor.[4]
  - Silvianthus tonkinensis (Gagnep.) Ridsdale (Syn.: Quiducia tonkinensis Gagnep., Silvianthus bracteatus subsp. clerodendroides (Airy Shaw) H.W.Li, Silvianthus bracteatus subsp. tonkinensis (Gagnep.) H.W.Li, Silvianthus clerodendroides Airy Shaw): Blütenkrone gelb oder rot. Kelchzipfel linealisch. Sie kommt in Yunnan, Laos, im nördlichen Thailand und nördlichen Vietnam vor.[4]